# Priscillianus
Priscillianus, död 385, var en spanjor av rik och förnäm släkt, som framträdde i slutet av 300-talet som ledare av en asketisk rörelse i Spanien med sekteriska drag.
Priscillianismen hade ursprungligen karaktären av en ren lekmannarörelse, och verkar ha varit den kanske mest betydande av de många likartade, mot kyrkans förvärldsligande riktade strävandena vid denna tid. Den fann stöd hos flera spanska biskopar, genom vilkas inflytande Priscillianus själv blev biskop i Ávila. Från ursprunget utbredde sig den även till Gallien. Den framkallade från början genom sitt mot den kyrkliga ordningen stridande konventikelväsen, sitt anspråk på att återuppliva den urkristliga, "profetiska" nådegåvan och sitt bruk av från kyrkans sida ej erkända apokryfiska skrifter ett förbittrat motstånd från andra biskopar, särskilt Hydatius från Emerita och Ithacius från Ossonuba. 
Dessa anklagade Priscillianus och priscillianismen för brott mot kyrklig ordning, för allehanda modalistiska, gnostiska och manikeiska irrläror samt för i samband med de hemliga sammankomsterna bedriven otukt. Efter flera försök att utverka en uttrycklig kättardom över Priscillianus, som denne lyckades tillbakavisa, kunde slutligen Ithacius genom synnerligen betänkliga medel förmå kejsar Magnus Maximus att döma Priscillianus och några av hans anhängare till döden för kätteri. Domen verkställdes i Trier 385.  
Denna tilldragelse, dittills utan motstycke i kyrkans historia, framkallade protester från kyrkans främsta män, som Ambrosius av Milano och Martin av Tours, trots att de båda skarpt ogillade Priscillianus åskådning. Den väckte också en storm av förbittring, som tvingade Priscillianus anklagare att lämna sina ämbeten, och medförde ett uppsving för priscillianismen. Ännu så sent som 563 blev den på synoden i Braga föremål för en ny förkastelsedom; sedan synes den ha uppgått i de katariska rörelserna. 
Den kyrkohistoriska forskningen var i sitt omdöme över Priscillianus länge helt beroende av den kyrkliga, ytterst till Priscillianus anklagare återgående traditionen. År 1886 återfanns dock elva av Priscillianus egna skrifter. De förste utgivarna och bearbetarna ansåg genom dessa bevisat att Priscillianus varit fullkomligt oskyldig till de mot honom riktade anklagelserna. Även senare genomgångar av materialet pekar på att förföljelserna mot Priscillianus i mycket haft sin rot i rent personlig hätskhet, att beskyllningen för sedliga förseelser synes vara rent förtal, och att många av de som kätterska tydda satserna torde blott vara uttryck för en, i förhållande till den dåtida teologin, äldre, naiv lekmannaståndpunkt. Å andra sidan lyser i Priscillianus motivering för sin asketiska ståndpunkt en med gnostiska element förbunden dualistisk åskådning ganska tydligt igenom. 
I denna riktning visar redan de av Priscillianus brukade apokryfiska skrifterna, och de få notiserna om hans utvecklingsgång tyder på ett samband med äldre gnostisk-sekteriska riktningar, särskilt de så kallade enkratiterna. Därtill kommer, att vissa priscillianers ivriga försvar för nödlögnens berättigande i vissa lägen lägger det nära att antaga tillvaron av en hemlig, esoterisk lära, som i deras för offentligheten avsedda skrifter avsiktligt skjutits tillbaka.